# ۷۰۱ (خورشیدی)
۷۰۱ هفتصد و یکمین سال هجری خورشیدی است.